# Spezielle Militäroperation

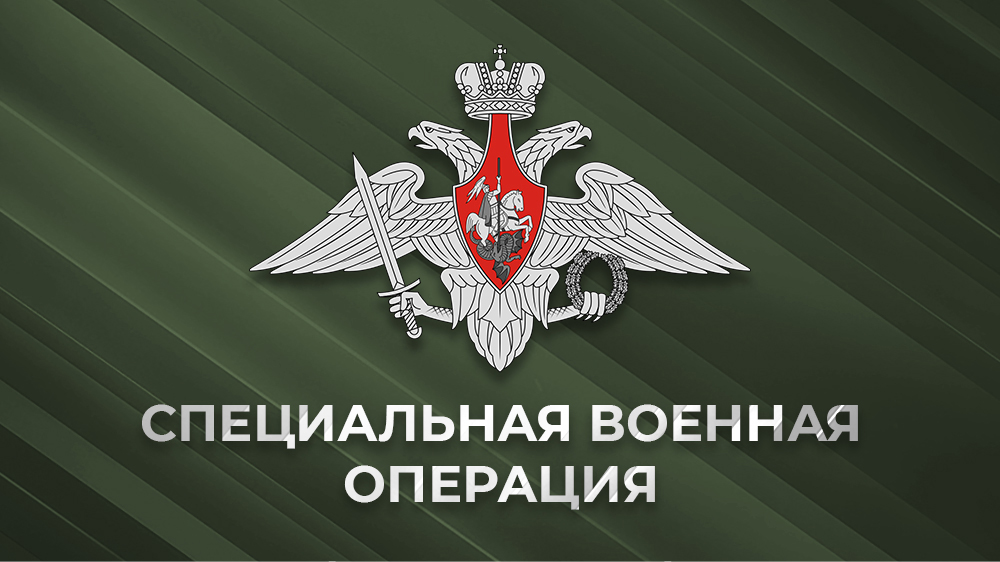
Ein Banner des russischen Verteidigungsministeriums mit dem Ausdruck „spezielle Militäroperation“

„Spezielle Militäroperation“ (auch „Militärische Spezialoperation“, abgekürzt als „SMO“ oder „SWO“, russisch: спецопера́ция, romanisiert: spezoperazija, ukrainisch: спецопера́ція) ist der offizielle Begriff, den die russische Regierung zur Verschleierung der russischen Invasion in der Ukraine verwendet. Er wird weithin als Euphemismus angesehen, der darauf abzielt, die Invasion zu verharmlosen und das ursprüngliche Ziel des Krieges, alle russischsprachigen Regionen der Ukraine zu annektieren, zu verschleiern. In Russland ist die Verwendung der Begriffe „Krieg“ oder „Invasion“ im Zusammenhang mit der Invasion der Ukraine verboten, ebenso wie Diskussionen über diese Zensur.
Der Ausdruck erscheint prominent in der öffentlichen Ansprache des russischen Präsidenten Wladimir Putin mit dem Titel „Über die Durchführung einer Spezial-Militäroperation“, die am 24. Februar 2022 veröffentlicht wurde.  
Der Begriff „Spezielle Militäroperation“ wurde in ukrainischen Medien in bestimmten Kontexten verwendet, meist in Anführungszeichen, um die russische Intervention zu verspotten oder zu kritisieren.